# Больвиллер
Больвилле́р (фр. Bollwiller) — коммуна на северо-востоке Франции в регионе Гранд-Эст (бывший Эльзас — Шампань — Арденны — Лотарингия), департамент Верхний Рейн, округ Мюлуз, кантон Виттенем. До марта 2015 года коммуна административно входила в состав упразднённого кантона Сульц-О-Рен (округ Гебвиллер).
Площадь коммуны — 8,63 км², население — 3573 человека (2006) с тенденцией к росту: 3695 человек (2012), плотность населения — 428,2 чел/км².

## Население
Численность населения коммуны в 2011 году составляла 3618 человек, а в 2012 году — 3695 человек.
| 1962 | 1968 | 1975 | 1982 | 1990 | 1999 | 2004 | 2006 | 2009 | 2011 | 2012 |
| ---- | ---- | ---- | ---- | ---- | ---- | ---- | ---- | ---- | ---- | ---- |
| 2536 | 2846 | 3007 | 2951 | 3194 | 3552 | 3580 | 3573 | 3555 | 3618 | 3695 |

Динамика населения:

## Экономика
В 2010 году из 2322 человек трудоспособного возраста (от 15 до 64 лет) 1741 были экономически активными, 581 — неактивными (показатель активности 75,0%, в 1999 году — 70,4%). Из 1741 активных трудоспособных жителей работали 1597 человек (843 мужчины и 754 женщины), 144 числились безработными (62 мужчины и 82 женщины). Среди 581 трудоспособных неактивных граждан 193 были учениками либо студентами, 222 — пенсионерами, а ещё 166 — были неактивны в силу других причин.
На протяжении 2011 года в коммуне числилось 1507 облагаемых налогом домохозяйств, в которых проживало 3572 человека. При этом медиана доходов составила 20745 евро на одного налогоплательщика.

## Достопримечательности (фотогалерея)

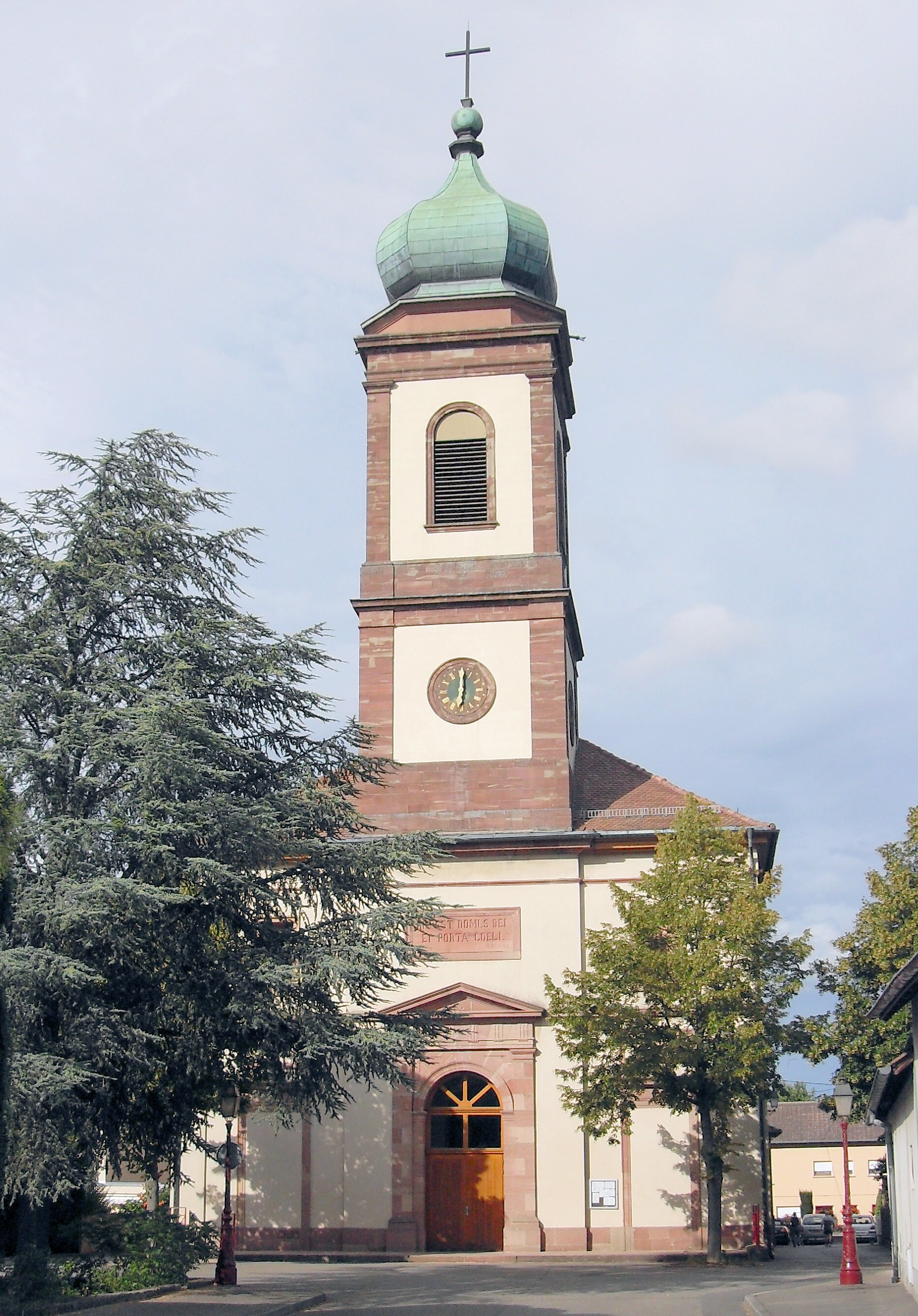
Церковь Сент-Чарльз